# Pycnogonum kussakini
Pycnogonum kussakini is een zeespin uit de familie Pycnogonidae. De soort behoort tot het geslacht Pycnogonum. Pycnogonum kussakini werd in 2000 voor het eerst wetenschappelijk beschreven door Turpaeva. 